# Мютсерс, Шарлотта
Шарлотта Мютсерс (нидерл.  Charlotte Jacoba Maria Mutsaers, 2 ноября 1942, Утрехт) – нидерландская писательница, художник.

## Биография
Дочь историка искусства. Училась в Амстердаме, стала преподавателем. Параллельно занималась в художественной Академии  Геррита Ритвельда; получив диплом, в течение 10 лет преподавала в Академии.  Работала как иллюстратор в журналах, её работы выставлялись в музеях и галереях Амстердама, Харлема, Бреды. Писать начала в 40 лет.
На парламентских выборах 2006 выступила как кандидат от Партии защиты животных.

## Книги
- 1983 - Het circus van de geest
- 1985 - Hazepeper gevolgd door Napoleon, Sunt pueri pueri... en Varia (эссе)
- 1986 - Mijnheer Donselaer zoekt een vrouw (комикс)
- 1988 - De markiezin (роман)
- 1988 - Hanegeschrei (комикс)
- 1990 - Kersebloed (эссе)
- 1994 - Rachels rokje (роман)
- 1996 - Paardejam (эссе)
- 1999 - Zeepijn (новеллы)
- 2002 - Bont. Uit de zoo van Charlotte Mutsaers
- 2003 - Cheese!
- 2008 - Koetsier Herfst (роман)
- 2010 - Pedante pendules en andere wekkers (эссе)

## Признание
Премия Константейна Хёйгенса (2000), премия Питера Хофта (2010). Писательнице посвящён телевизионный документальный фильм Жизнь Шарлотты Мютсерс (2010).